# フィメール・フューリーズ
フィメール・フューリーズ(英: Female Furies)は、DCコミックスの出版するアメリカン・コミックスに登場する架空のスーパーヴィランチーム。ジャック・カービーによって創造され、1972年の"Mister Miracle #6"で初登場した。惑星アポコリプスの女性戦士集団。

## 概要
グラニー・グッドネスによって行われる残酷な訓練を生き残り、ダークサイドに仕えるアポコリプスの先鋭集団である。

## その他のメディア

### ドラマ
ヤング・スーパーマン (2001年-2011年)

### アニメ
スーパーマン (1996年-2000年)
ジャスティス・リーグ・アンリミテッド (2004年-2006年)
バットマン:ブレイブ&ボールド (2008年-2011年)
スーパーマン/バットマン:アポカリプス (2010年)
DCスーパーヒーロー・ガールズ (2015年-現在)
ジャスティス・リーグ・アクション (2016年-現在)